# Jørgen Alexander Knudtzon
Jørgen Alexander Knudtzon (født 9. september 1854 i Trondhjem, død 7. januar 1917 i Kristiania) var en norsk
assyriolog og orientalist.
Knudtzon blev student 1872, cand. theol. 1880, fortsatte efter Eksamen
sine Studier i semitiske Sprog til 1885, da han
med Stipendium rejste til Tyskland, hvor han
i to Aar studerede gammeltestamentlig Teologi
og Assyrisk, idet han var udset til Prof.
Caspari’s Efterfølger ved det teologiske Fakultet.
1889 blev han Dr. phil. for sin Afhandling »Om
det saakaldte perfektum og imperfektum i
hebraisk« (1889), der ligesom andre Arbejder viste,
at han var en skarpsindig Grammatiker og en
grundig Kender af semitiske Sprog. Hans
Forelæsninger ved Universitetet blev imidlertid
befundne at »mangle den teologiske Aand«; han
opgav Teologien og kastede sig nu udelukkende
over Assyriologi. 1892—93 udgav K. »Assyrische
Gebete an den Sonnengott aus der Zeit
Asarhaddon’s und Asurbanipal’s«. 1891—93 og paany
1895 opholdt han sig med Stipendier i London,
Paris og Berlin væsentlig for at kollationere de
i Ægypten ved Tell-el-Amarna fundne
Kileskrifttavler, af hvilke K. har udarbejdet en
fuldstændig Omskrift og Oversættelse, som
udkom med oplysende Anmærkninger i Leipzig
1910—15: »Die El-Amarna Tafeln mit Einleitung
und Erläuterungen«, efter at han tidligere
havde udgivet fl. meget oplysende
Undersøgelser over Tavlerne fra El-Amarna. 1894
bevilgedes der K. af Norges Storting et fast aarligt
Stipendium, hvorefter han 1897—98 opholdt sig
i Ægypten for at studere de Tavler fra
El-Amarna, som endnu fandtes her, ligesom for
at anstille Undersøgelser om Fundet. 1907
udnævntes K. til Prof. extr. i semit. Sprog i Kria.
Foruden det ovenn. fortrinlige Værk om det
store Fund af bab. Tekster fra Ægypten
skylder man K. en anden videnskabelig Opdagelse
af stor Bet., nemlig Bestemmelsen af det hidtil
helt ukendte Sprog, som fandtes anvendt mindst
paa een, maaske paa to Tavler fra El-Amarna,
som henhørende til den indo-europæiske
Sprogklasse (K.: »Die zwei Arsawa-Briefe, die
ältesten Urkunden in indogermanischer Sprache«,
1902). Siden den Tid er der ved Udgravninger
i Lilleasien (ved Boghaz-Køj) fundet
Indskrifter, som synes at maatte henføres til denne
Sprogklasse, ell. som i det mindste viser
mærkelige Overensstemmelser med indo-europæiske
Sprog. De videnskabelige Fortjenester, som K.
har indlagt sig, kan næppe sættes højt nok;
Prof. Friedrich Delitzsch, en af Assyriologiens
ypperste i Tyskland, siger, at K. er et af de
med Assyriologiens Fremskridt uadskilleligt
forbundne Navne, og at Knudtzon var en af de
grundigste og pålideligste granskere på det semitiske område.